# Sequehart
Sequehart est une commune française située dans le département de l'Aisne, en région Hauts-de-France.

## Géographie

### Communes limitrophes
|           | Ramicourt  | Montbrehain     |
| Levergies | Sequehart  | Fontaine-Uterte |
| Lesdins   | Remaucourt |                 |

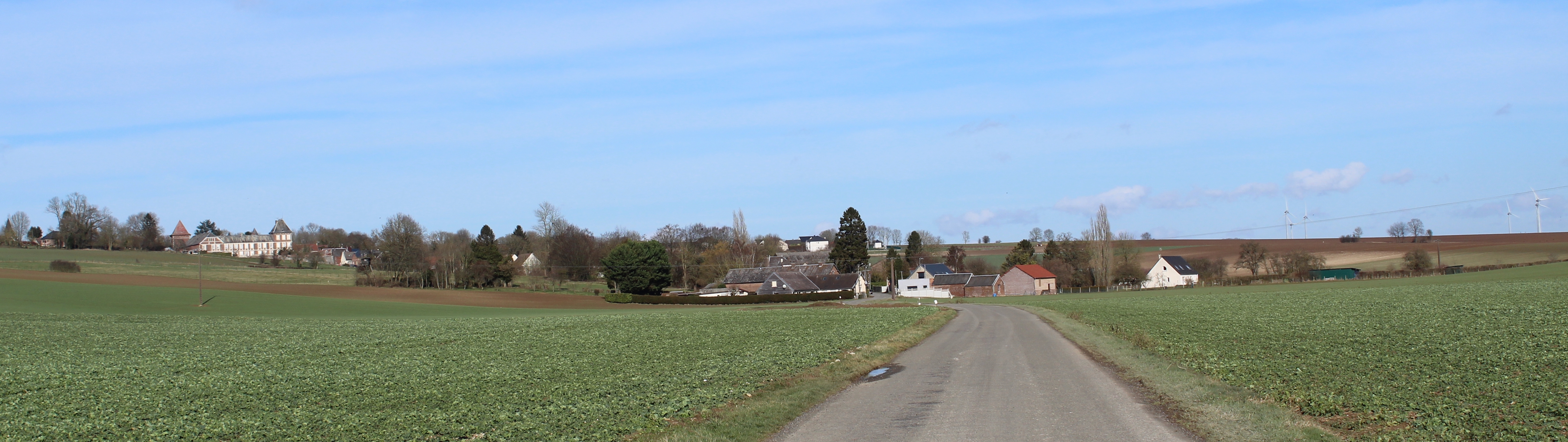
Panorama du village.

Située à 12 km à l'est du Catelet, avec une superficie de 638 hectares et une altitude de 115 m, Sequehart se plaît dans la plaine ondulée du Vermandois. L'ancien hameau du Chardon Vert a désormais rejoint le village avec de nouvelles constructions.

### Hydrographie
La commune est située dans le bassin Artois-Picardie. Elle n'est drainée par aucun cours d'eau.

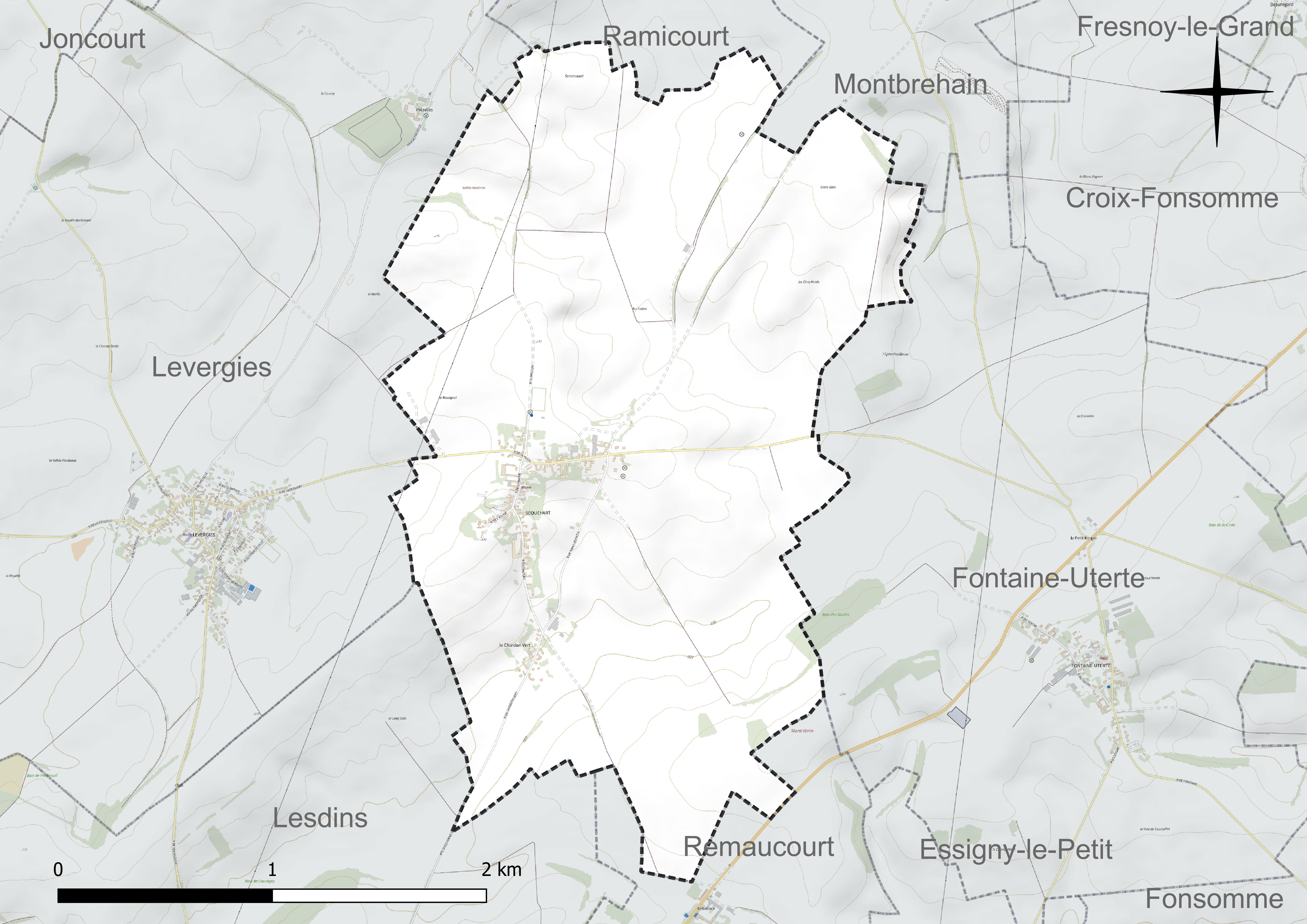
Réseau hydrographique de Sequehart.

### Climat
Pour des articles plus généraux, voir Climat des Hauts-de-France et Climat de l'Aisne.
En 2010, le climat de la commune est de type climat océanique dégradé des plaines du Centre et du Nord, selon une étude du CNRS s'appuyant sur une série de données couvrant la période 1971-2000. En 2020, Météo-France publie une typologie des climats de la France métropolitaine dans laquelle la commune est dans une zone de transition entre le climat océanique et le climat océanique altéré et est dans la région climatique Nord-est du bassin Parisien, caractérisée par un ensoleillement médiocre, une pluviométrie moyenne régulièrement répartie au cours de l'année et un hiver froid (3 °C).
Pour la période 1971-2000, la température annuelle moyenne est de 10 °C, avec une amplitude thermique annuelle de 14,3 °C. Le cumul annuel moyen de précipitations est de 749 mm, avec 11,7 jours de précipitations en janvier et 8,9 jours en juillet. Pour la période 1991-2020, la température moyenne annuelle observée sur la station météorologique la plus proche, située sur la commune de Fontaine-lès-Clercs à 16 km à vol d'oiseau, est de 10,8 °C et le cumul annuel moyen de précipitations est de 683,4 mm,. Pour l'avenir, les paramètres climatiques de la commune estimés pour 2050 selon différents scénarios d'émission de gaz à effet de serre sont consultables sur un site dédié publié par Météo-France en novembre 2022.

## Urbanisme

### Typologie
Au 1er janvier 2024, Sequehart est catégorisée commune rurale à habitat dispersé, selon la nouvelle grille communale de densité à 7 niveaux définie par l'Insee en 2022.
Elle est située hors unité urbaine. Par ailleurs la commune fait partie de l'aire d'attraction de Saint-Quentin, dont elle est une commune de la couronne,. Cette aire, qui regroupe 120 communes, est catégorisée dans les aires de 50 000 à moins de 200 000 habitants,.

### Occupation des sols
L'occupation des sols de la commune, telle qu'elle ressort de la base de données européenne d'occupation biophysique des sols Corine Land Cover (CLC), est marquée par l'importance des territoires agricoles (94,8 % en 2018), une proportion identique à celle de 1990 (94,8 %). La répartition détaillée en 2018 est la suivante : 
terres arables (94,8 %), zones urbanisées (5,2 %).
L'évolution de l'occupation des sols de la commune et de ses infrastructures peut être observée sur les différentes représentations cartographiques du territoire : la carte de Cassini (XVIIIe siècle), la carte d'état-major (1820-1866) et les cartes ou photos aériennes de l'IGN pour la période actuelle (1950 à aujourd'hui).

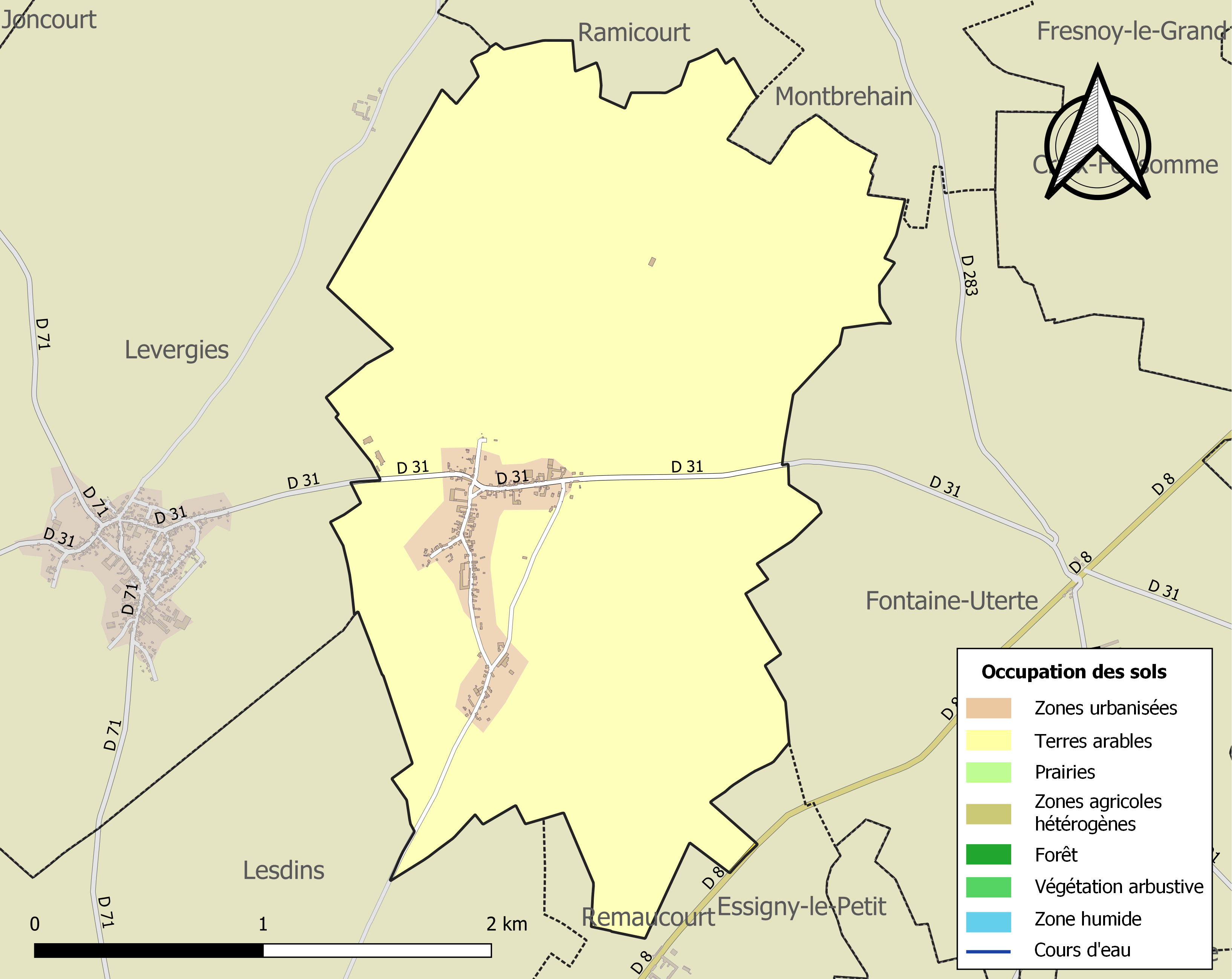
Carte de l'occupation des sols de la commune en 2018 (CLC).

## Toponymie
Le village apparaît pour la première fois en 1147 sous le nom de Terra Segardi dans une charte de l'abbaye de Prémontré, puis Terra de Secchehart, Sechehar, Seckehard, Sekehart, Sechehart, Secquehart, Sequar en 1684 et enfin l'orthographe actuelle Sequehart sur la carte de Cassini vers 1750.
Les Sequehartois, comme d'ailleurs bon nombre des habitants des villages alentour, prononcent le nom en picard : S'quart.

## Histoire
|  |

 Carte de Cassini 
 
La carte de Cassini ci-contre montre qu'au milieu du XVIIIe siècle, Sequehart est une paroisse. Au nord, la ferme de Senancourt, qui s'est appelée Sainnencort puis Sannicort et qui dépendait autrefois de Levergies, fut détruite en 1750;
Première guerre mondiale
Après la bataille des frontières du  7 au 24 août 1914, devant les pertes subies, l'état-major français décide de battre en retraite depuis la Belgique. Le 27 août 1914 , les Allemands s'emparent du village et poursuivent leur route vers l'ouest. Dès lors commença l'occupation  qui dura jusqu'en octobre 1918. Pendant toute cette période, Fontaine-Uterte restera loin des combats, le front se situant à une quarantaine de kilomètres à l'ouest vers Péronne. Le village servira de base arrière pour l'armée allemande.

En septembre 1918, après de durs combats, la Ligne Hindenburg est franchie sur le Canal de Saint-Quentin et peu à peu les Allemands, attaqués par les troupes franco-australiennes reculent de village en village. 
D'abord libéré le 2 octobre par les troupes britanniques, le village a été repris le lendemain par les Allemands puis de nouveau libéré par les Britanniques après de violents combats. Dans les deux cimetières britanniques de la commune sont inhumés 106 soldats britanniques tombés lors de ces combats,. Le village a subi de nombreux dégâts à la suite des bombardements. 

Vu les souffrances endurées par la population pendant les quatre années d'occupation et les dégâts aux constructions, la commune s'est vu décerner la Croix de guerre 1914-1918 (France) le 26 octobre 1920.
Sur le monument aux morts sont inscrits les noms des 8 soldats de la commune morts pour la France.
 Les fossonniers 

Célèbres pour leur contrebande de sel au XVIIIe siècle, huit d'entre eux se font prendre au village par les gardes du Roi et sont condamnés à mort.
Charles Guillaume de Priel, principal propriétaire à Sequehart, décède le 26 avril 1825 à l'âge de 78 ans. Ses fonctions et grades étaient nombreux, ex-négociant et secrétaire du Roi, receveur général des fermes et consignations, maire président du canton, membre du conseil d'arrondissement du bureau de bienfaisance.

## Politique et administration

### Découpage territorial
La commune de Sequehart est membre de la communauté de communes du Pays du Vermandois, un établissement public de coopération intercommunale (EPCI) à fiscalité propre créé le 31 décembre 1993 dont le siège est à Bellicourt. Ce dernier est par ailleurs membre d'autres groupements intercommunaux.
Sur le plan administratif, elle est rattachée à l'arrondissement de Saint-Quentin, au département de l'Aisne et à la région Hauts-de-France. Sur le plan électoral, elle dépend du  canton de Bohain-en-Vermandois pour l'élection des conseillers départementaux, depuis le redécoupage cantonal de 2014 entré en vigueur en 2015, et de la deuxième circonscription de l'Aisne  pour les élections législatives, depuis le dernier découpage électoral de 2010.

### Administration municipale
| Période                                  | Période                   | Identité           | Étiquette | Qualité                                    |
| ---------------------------------------- | ------------------------- | ------------------ | --------- | ------------------------------------------ |
| Les données manquantes sont à compléter. |                           |                    |           |                                            |
| avant 1995                               | 2001                      | Michel Choain      | DVD       |                                            |
| mars 2001                                | mars 2008                 | Anne-Marie Macarez |           |                                            |
| mars 2008                                | En cours (au 6 juin 2020) | Philippe Rémy      | DVD       | Industriel Réélu pour le mandat 2020-2026, |

## Démographie
L'évolution du nombre d'habitants est connue à travers les recensements de la population effectués dans la commune depuis 1793. Pour les communes de moins de 10 000 habitants, une enquête de recensement portant sur toute la population est réalisée tous les cinq ans, les populations de référence des années intermédiaires étant quant à elles estimées par interpolation ou extrapolation. Pour la commune, le premier recensement exhaustif entrant dans le cadre du nouveau dispositif a été réalisé en 2004.

En 2022, la commune comptait 211 habitants, en évolution de +2,43 % par rapport à 2016 (Aisne : −1,97 %, France hors Mayotte : +2,11 %).
| 1793 | 1800 | 1806 | 1821 | 1831 | 1836 | 1841 | 1846 | 1851 |
| ---- | ---- | ---- | ---- | ---- | ---- | ---- | ---- | ---- |
| 423  | 439  | 448  | 477  | 514  | 590  | 622  | 602  | 608  |

| 1856 | 1861 | 1866 | 1872 | 1876 | 1881 | 1886 | 1891 | 1896 |
| ---- | ---- | ---- | ---- | ---- | ---- | ---- | ---- | ---- |
| 610  | 586  | 576  | 536  | 558  | 509  | 505  | 461  | 420  |

| 1901 | 1906 | 1911 | 1921 | 1926 | 1931 | 1936 | 1946 | 1954 |
| ---- | ---- | ---- | ---- | ---- | ---- | ---- | ---- | ---- |
| 413  | 441  | 386  | 258  | 255  | 240  | 225  | 192  | 240  |

| 1962 | 1968 | 1975 | 1982 | 1990 | 1999 | 2004 | 2006 | 2009 |
| ---- | ---- | ---- | ---- | ---- | ---- | ---- | ---- | ---- |
| 232  | 218  | 189  | 235  | 233  | 217  | 227  | 228  | 222  |

| 2014 | 2019 | 2022 | - | - | - | - | - | - |
| ---- | ---- | ---- | - | - | - | - | - | - |
| 211  | 215  | 211  | - | - | - | - | - | - |

Aujourd'hui, la population compte 220 habitants. Ils étaient 235 en 1985 contre 558 en 1882 et 439 en 1800. Quatre-vingts maisons sont bâties et les jeunes n'hésitent pas à s'y installer avec leurs enfants : 36 personnes de plus de 60 ans ont été comptabilisées, signe de rajeunissement.

## Économie
Une fabrique de parpaings, une chaudronnerie, une entreprise de bâtiment et des artisans sont toujours présents au village. Le bureau de Poste a fermé ses portes en 1960, l'école en 2000. Les écoliers se tournent alors vers Levergies, Lesdins ou Saint-Quentin.

## Culture locale et patrimoine

### Lieux et monuments
- L'église Saint-Quentin, rebâtie à l'envers après sa destruction.
- Deux cimetières britanniques de la Commonwealth War Graves Commission datant de la guerre 1914-1918, Sequehart British Cemetery N°1 et Sequehart British Cemetery N°2 se trouvent en annexe du cimetière communal ; ils contiennent les tombes de plus de 110 soldats tombés pendant les premières journées d'octobre 1918.
- Le monument aux morts se trouve au sein de la rue de la Poste en face de la place du village. Sur le monument aux morts sont gravés les sept noms des victimes du village.
- Calvaire.
- Le phare servait pour guider les avions, Sequehart, étant le point central entre Paris et Bruxelles (150 km) et situé en hauteur. On le voyait depuis Holnon. Une personne s'occupait d'avertir ou de guider les avions. Il fut détruit volontairement après la guerre de 1944, les avions étant devenus plus performants.

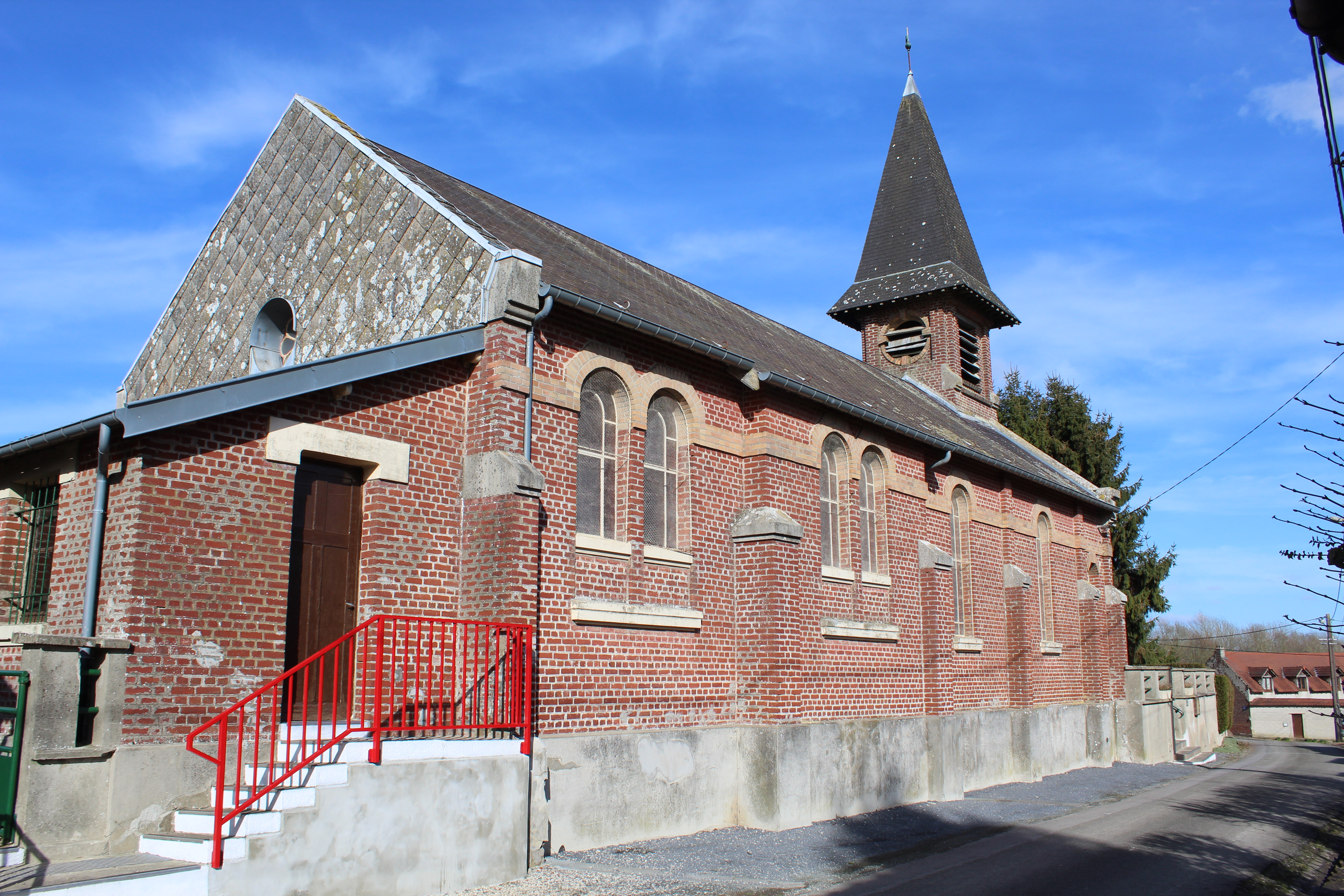
L'église Saint-Quentin.
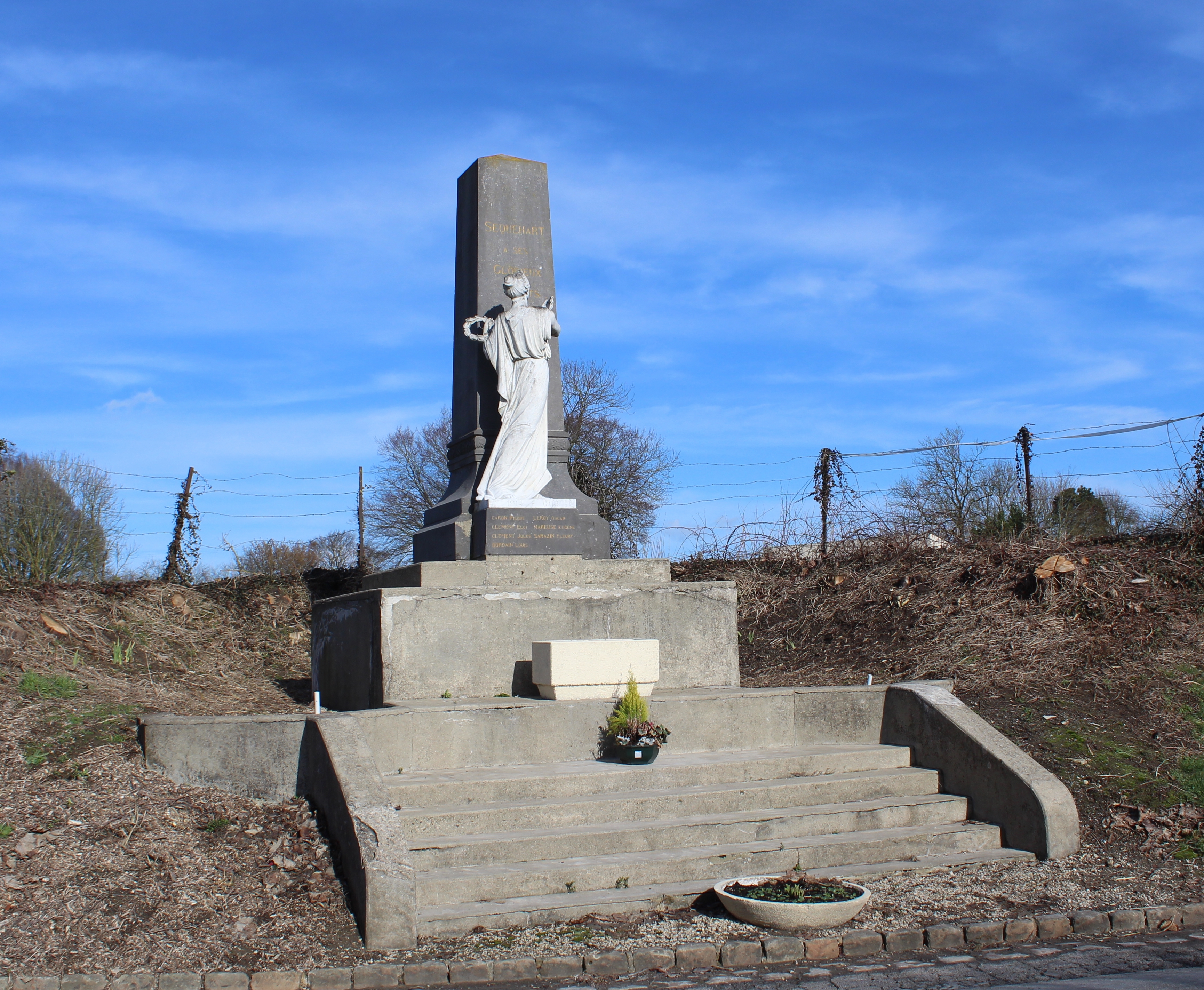
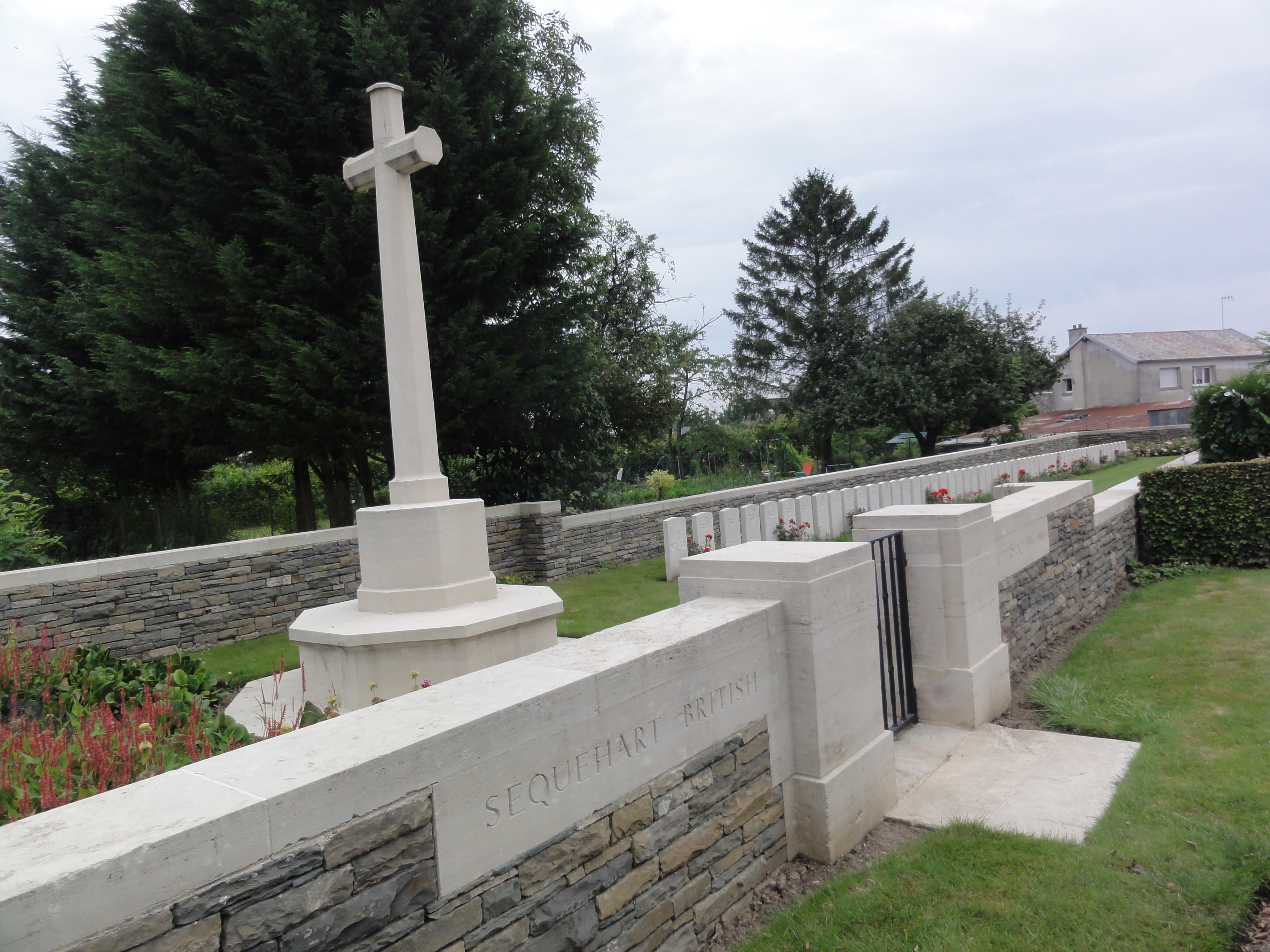
Sequehart British Cemetery nr 1.
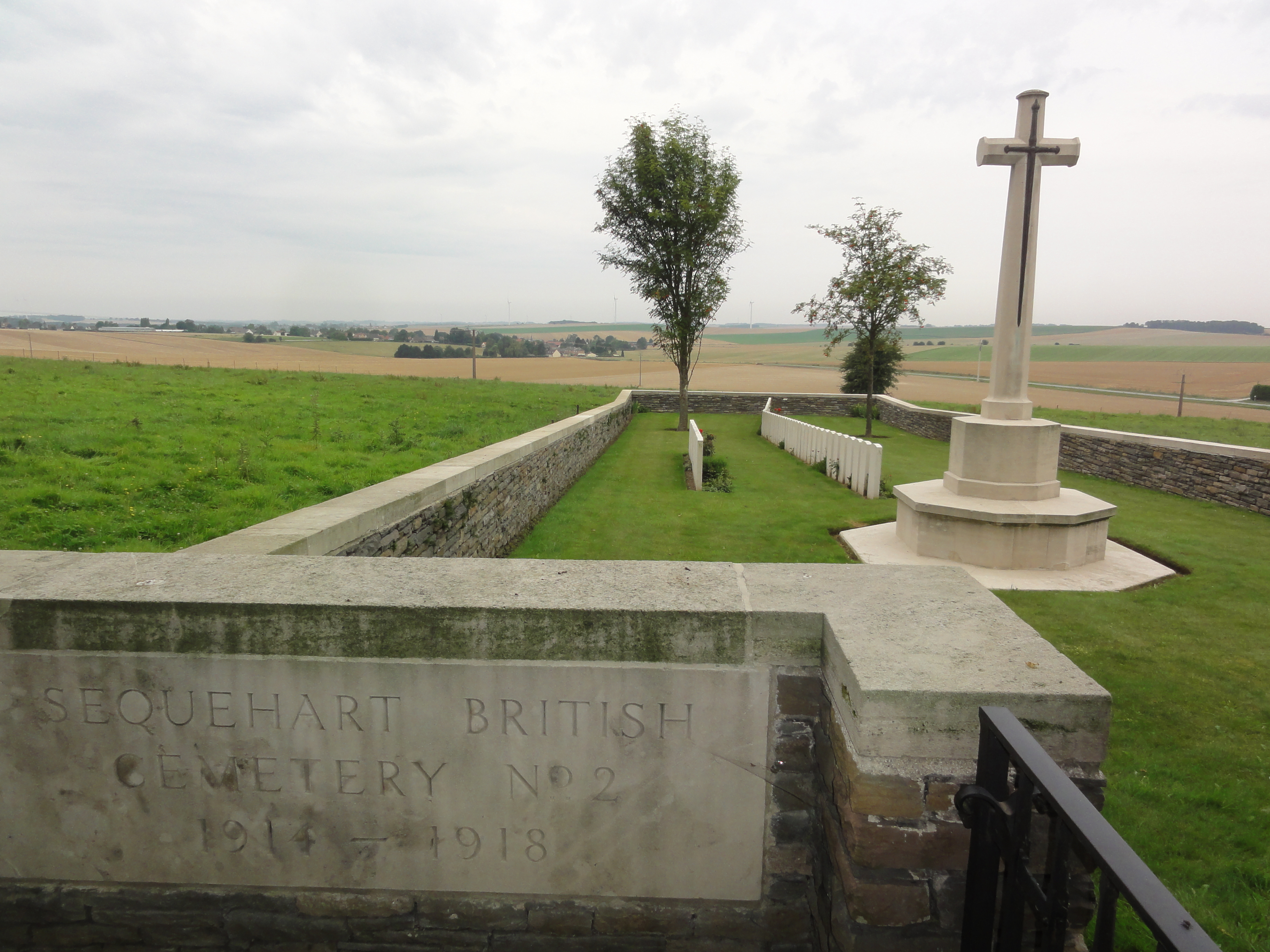
Sequehart British Cemetery nr 2.
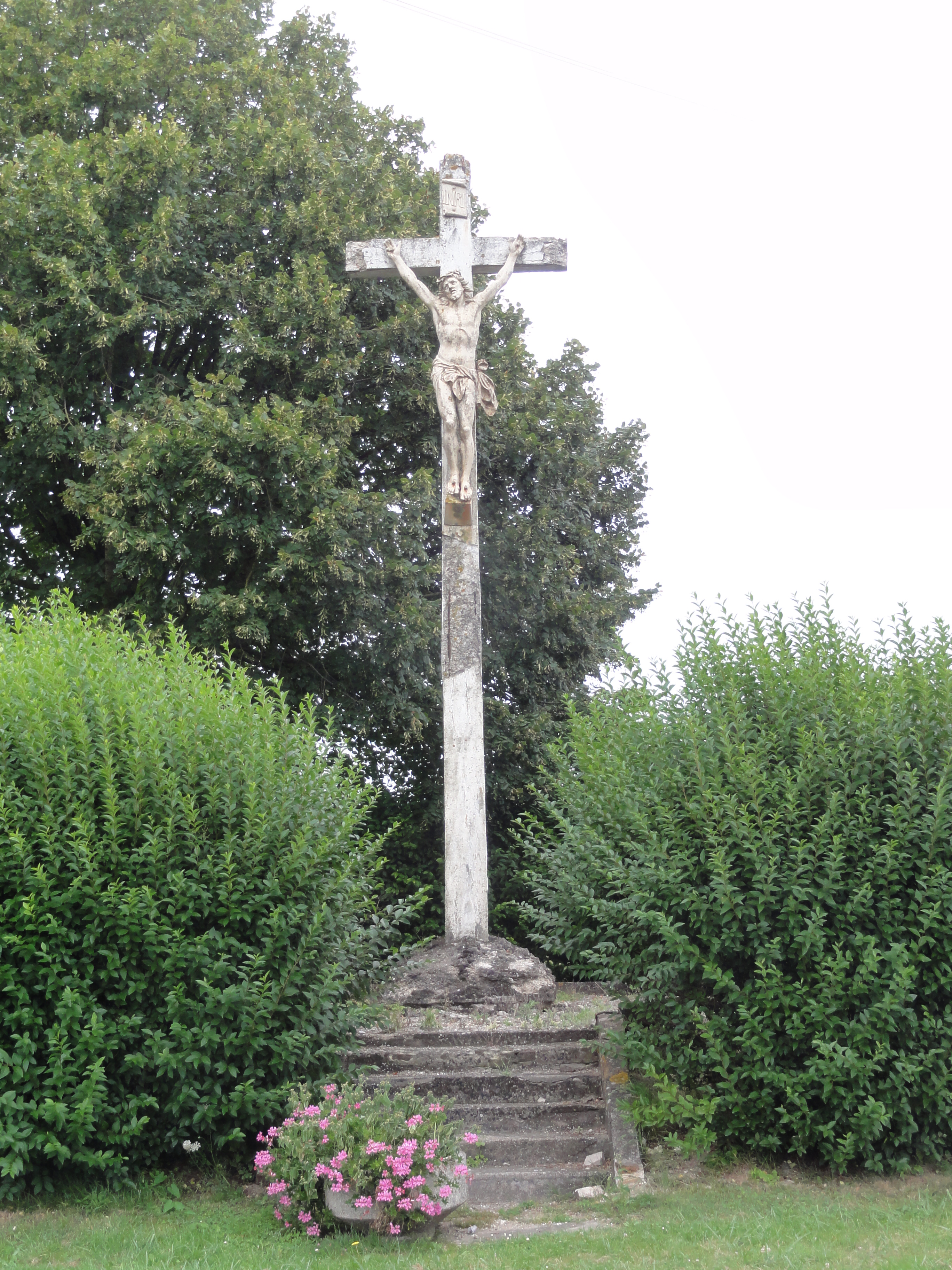
Le calvaire.
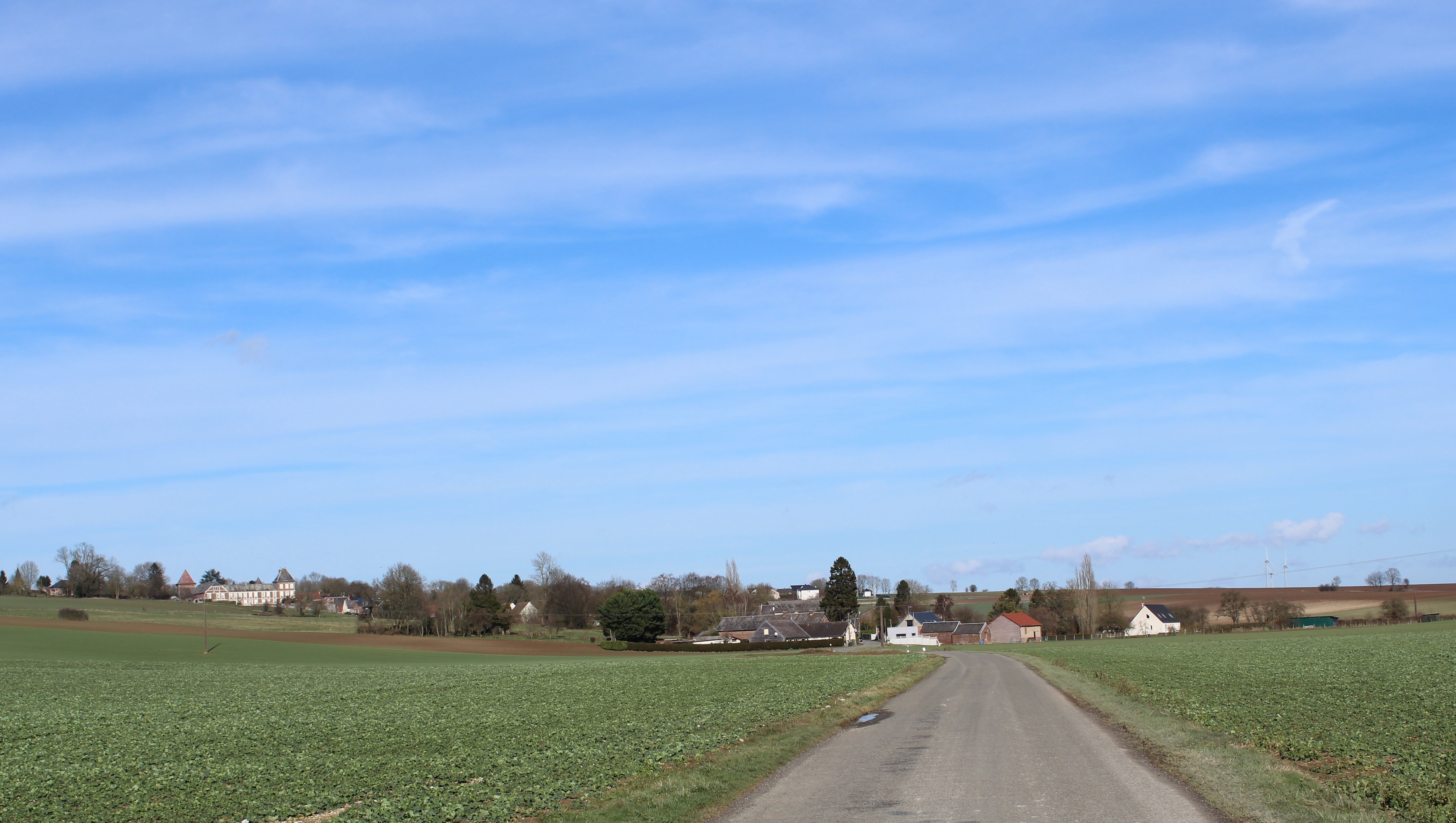
Panorama depuis la route de Lesdins.

### Château
Le château date du XIIe siècle. Il est construit sur la butte des Jacobins, d'origine gauloise. En 1477, il subit l'assaut des mauvais garnements de Louis XI. Son allée d'arbres majestueux fait sa légende et sa beauté. Le château servait de demeure au seigneur de Priel. 
Le château de Sequehart est mis en vente par licitation le 1er août 1832, avec ses bâtiments, ses cours, son jardin et ses dépendances.
Ce château se trouve entre le chemin qui mène au Cateau et le vieux bois. L'ensemble sur 1 hectare 34 ares et 32 centiares.
Il se compose :
- d'un bâtiment construit en pierres et briques, avec charpente en chêne couverte en ardoises. Ce bâtiment est placé entre la terrasse du jardin et la cour d'honneur. Une partie de cette cour est pavée jusqu'à la grille et le surplus est en gazon. Il mesure 31,44 m de long sur 5,9 m de large. Il est traversé par un corridor donnant communication de la cour au jardin.

Voici la distribution des pièces :
- rez-de-chaussée : au levant une chambre à coucher avec cheminée en marbre surmontée d'une glace. Carrelée en carreaux ordinaires, plafonnée, lambrissée de chêne aux pourtour, y compris trois armoires. Elle est éclairée par deux croisées sur le jardin et son entrée par le porche qui donne sur le corridor du bâtiment faisant partie de la cuisine.

À droite du porche se trouve la salle à manger prenant entrée sous le porche, par une porte à deux battants et éclairée par quatre croisées. Elle est carrelée, plafonnée et lambrissé de toute sa hauteur. La cheminée est de marbre avec une glace encadrée dans les lambris.
Il existe aussi une glace éclairée par deux croisées. Il s'y trouve l'entrée d'une cave voûtée en pierres.
Le corridor est fermé par des portes à deux battants. On trouve aussi une grande pièce et qui parait avoir servi de serre.
- au premier étage : on y accède par un escalier à rampe de fer. À droite sur le palier, on trouve un petit fruitier. À gauche se trouve une chambre de domestique, carrelée et plafonnée. Au bout du porche, se trouve une chambre de maître, tendue de papier peint. Elle prend vue par trois croisées, revêtues de tablettes de marbre. À droite est un corridor au bout duquel se trouve une grande salle plafonnée et parquetée; avec cabinet attenant éclairée par une croisée. Le grenier est carrelé.

Un autre corps de bâtiment est appuyé au midi du principal bâtiment. Il est construit en briques et en pierres avec une couverture en ardoise.
Sa cuisine donne sur la cour d'honneur, éclairée par deux fenêtres. Au même étage, une chambre de domestique qui s'ouvre sur un corridor, qui a aussi une porte menant à la cave et un escalier donnant sur l'étage. La cuisine comprend un fournil est une cheminée ancienne avec crémaillère et tourne-broche. L'évier est de pierre bleue. Elle est carrelée en carreaux ordinaires.
Contre le vieux bois, se trouve un autre bâtiment servant de magasin et de remise.
Avec le temps, le château s'est transformé en ferme agricole où dans les années 1900, d'importants rendez-vous de chasse étaient organisés et où les dames venaient accompagner leurs maris dans des toilettes remarquables.

### Personnalités liées à la commune
- Louis Brassart-Mariage (1875-1933), architecte de l'église.

### Héraldique
| Blason de Sequehart | Blason  | Écartelé : au 1er d'argent un l'arbre sec arraché de sable, au 2e échiqueté d'or et d'azur de quatre tires, au 3e d'azur au buste de saint Quentin les épaules percées chacune d'un clou, accompagné en chef de deux besants, le tout d'or, au 4e d'argent à un chardon coupé de sinople. Ornements extérieursCroix de guerre 1914-1918              |
| Blason de Sequehart | Détails | L'arbre sec évoque le nom de la commune, l'échiqueté rappelle le Vermandois, saint Quentin est le patron de la paroisse locale, les besants viennent des armes de la famille de Melun, seigneur du village du XVIe au XVIIIe siècle, et enfin, le chardon est pour le hameau du Chardon-Vert. Création de Jean-François Binon, adoptée en mars 2021. |